# مهرجان القرين الثقافي
مهرجان القرين الثقافي هو مهرجان ثقافي، اجتماعي . اقيم لأول مرة في دولة الكويت في الفترة ما بين 23 نوفمبر - 22 ديسمبر 1994 ، بناء على رغبة الشيخ جابر الأحمد الصباح بهدف بحث سبل النهوض بالحركة الفنية والثقافية على أرض الكويت. لتشمل قطاعات الفن والمسرح والفنون التشكيلية والثقافة بشكل عام.
و سمي المهرجان بمهرجان القرين بسبب أسباب تاريخية ، فالقرين في الأصل هي أحد أسماء الكويت القديمة، و أيضا تكرميا لأبطال لملحمة القرين التي جسدت المقاومة الشعبية ضد بعض الغزاة على دولة الكويت .